# Kita-Ayase (métro de Tokyo)
Kita-Ayase (北綾瀬駅, Kita-Ayase-eki) est une station du métro de Tokyo sur la ligne Chiyoda dans l'arrondissement d'Adachi à Tokyo. Elle est exploitée par le Tokyo Metro.

## Situation sur le réseau
La station marque le terminus est de la ligne Chiyoda.

## Histoire
La station a été inaugurée le 20 décembre 1979.

## Services aux voyageurs

### Accès et accueil
La station est ouverte tous les jours. Elle consiste en un seul quai desservi par une seule voie.
En moyenne, 27 878 voyageurs ont fréquenté quotidiennement la station en 2015.

### Desserte
- Ligne Chiyoda :
  - voie 1 : direction Ayase et Yoyogi-Uehara (interconnexion avec la ligne Odakyū Odawara pour Hon-Atsugi et Isehara)

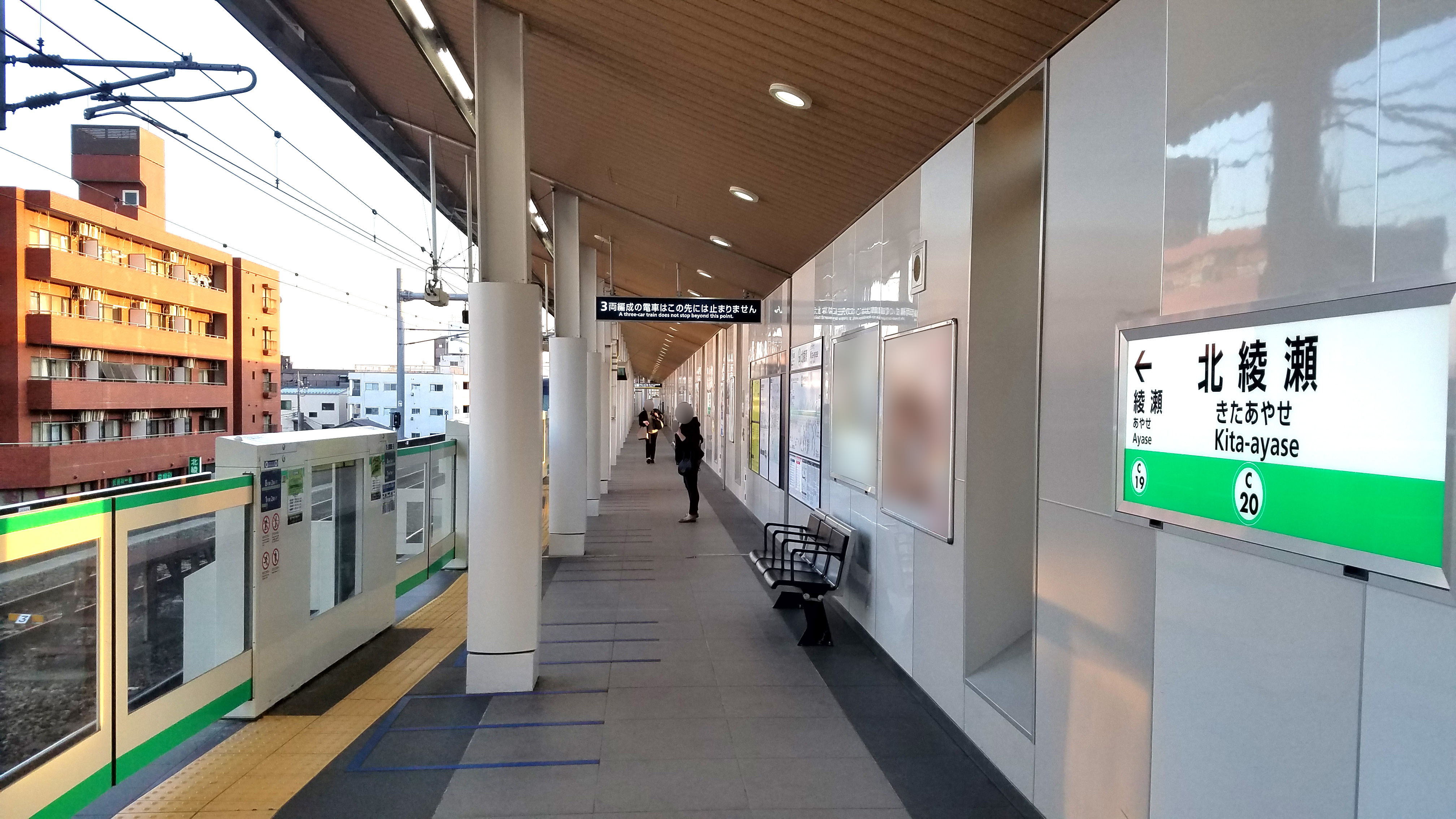
Quai de la ligne Chiyoda